# Hồ Kan Lịch
Hồ Kan Lịch (sinh năm 1943) là một trong những nữ anh hùng lực lượng vũ trang đầu tiên trên dải Trường Sơn. Bà là người dân tộc Pa Kô, huyện A Lưới, tỉnh Thừa Thiên Huế..

## Thân thế
Nguyên tên bà là Kăn Lịch, sinh năm 1943 tại bản A Lê Nốc, nay thuộc Thị trấn A Lưới, huyện A Lưới, tỉnh Thừa Thiên Huế. Như nhiều người dân tộc Pa Kô, Vân Kiều ủng hộ Việt Minh, từ năm 1946, bà mang thêm họ Hồ để tỏ lòng kính trọng lãnh tụ Hồ Chí Minh.

## Tham gia chiến đấu
Rất đông người Pa Kô, Vân Kiều ủng hộ Việt Minh trong suốt cuộc chiến tranh Đông Dương, vì vậy bà sớm chịu ảnh hưởng và được người chú ruột là Hồ Vai hướng dẫn tham gia các hoạt động của Mặt trận Dân tộc Giải phóng miền Nam Việt Nam từ năm 1958. Ban đầu, do còn nhỏ tuổi, bà được phân công làm liên lạc với nhiệm vụ chuyển công văn, thư từ cho cán bộ, du kích trong xã. Năm 1961, bà thoát ly, tham gia đội du kích Hồng Bắc.
Trong Chiến tranh Việt Nam, bà đã lãnh đạo đội du kích Hồng Bắc gồm 160 người trực tiếp đánh 49 trận lớn nhỏ. Đặc biệt, năm 1964, đội du kích Hồng Bắc của bà đã bắn rơi máy bay Mỹ. Trong trận phục kích này, bà cùng 4 chiến sĩ trong đội du kích Hồng Bắc vào phục sát sân bay A Lưới, nhịn đói, nhịn khát, kiên trì mai phục suốt 3 ngày, sau đó dùng súng trường bắn trúng két xăng khiến máy bay bốc cháy cách nơi xuất phát khoảng 1 km, làm chết 60 lính và một đại tá Mỹ đi trên máy bay.
Cùng với chiến công bắn rơi máy bay địch bằng súng trường lấy của Pháp, chỉ tính riêng từ năm 1961-1965, bà đã trực tiếp tiêu diệt 150 lính Mỹ - Việt Nam Cộng hòa, thu giữ nhiều phương tiện chiến tranh của đối phương. Với những thành tích xuất sắc trên, bà đã được Nhà nước Việt Nam Dân chủ Cộng hòa tặng Huân chương Quân công giải phóng hạng ba và danh hiệu Anh hùng lực lượng vũ trang vào tháng 7 năm 1967.

## Gặp Chủ tịch Hồ Chí Minh
Tháng 5 năm 1968, Quân khu Trị Thiên đã tổ chức đưa bà ra Hà Nội. Khi trên đường ra Bắc bị căn bệnh sốt rét ác tính, phải nằm điều trị một tháng. Bà nói Sau một tháng điều trị, mình đã được gặp Bác. Lần này, Bác mời mình ăn cơm cùng với Bác và các đồng chí trong Bộ Chính trị. Trong bữa ăn, Bác nói: "Món ăn xứ Huế do đồng chí Tố Hữu nấu đấy, cháu Kan Lịch ăn nhiều vào, ăn no cho khỏe để mà đánh Mỹ". Quá sung sướng và cảm động, mình trả lời Bác: "Bác ơi! Cháu ngắm Bác đã no rồi
Ra Hà Nội, Kan Lịch được gặp chủ tịch Hồ Chí Minh 7 lần, trong đó có 4 lần được ông mời cơm tại Phủ chủ tịch.

## Gia đình
Ngoài bà và người chú ruột Hồ Vai, người em ruột của bà là Hồ A Nun cũng được phong danh hiệu Anh hùng.
Chồng bà là ông Hồ Xuân Chiến, cũng là một người Pa kô. Ông nguyên là một sĩ quan quân đội thuộc Binh đoàn Trường Sơn. Hai ông bà chính thức cưới nhau năm 1964 khi ông còn đang ở Lào. Hai người con ruột của ông bà đều do Đại tướng Võ Nguyên Giáp đặt tên là Hồ Xuân Lợi (con trai lớn) và Hồ Thị Kim Thắng (con gái út). Ngoài ra, hai ông bà còn có chín người con nuôi.